# Engáñame
Engáñame é uma telenovela mexicana, produzida pela Televisa e exibida em 1967 pelo Telesistema Mexicano.

## Elenco
- Gloria Marín
- Jacqueline Andere
- Carlos Piñar
- Fanny Schiller